# Porokhane
Porokhane (ou Prokhane) est un village du Sénégal, situé près de Nioro du Rip dans la région de Kaolack.
C'est un lieu de pèlerinage annuel (magal) où des centaines de milliers de personnes – surtout des femmes – rendent hommage à Mame Diarra Bousso, la mère de Cheikh Ahmadou Bamba, le fondateur du mouridisme. Elle mourut en effet à Porokhane en 1866, à l'âge de 33 ans. Le mausolée et le puits de Mame Diarra Bousso figurent 
sur la liste des sites et monuments historiques classés au Sénégal.
Porokhane est le chef-lieu de la communauté rurale du même nom. Parmi les villages,  Prokhane Ouolof, Prokhane Peuhl et  Prokhane Toucouleur comptaient respectivement 5745, 473 et 531 habitants lors du dernier recensement.